# Pristimantis nebulosus
Pristimantis nebulosus es una especie de anfibio anuro de la familia Craugastoridae.

## Distribución geográfica
Esta especie es endémica de la provincia de Leoncio Prado en la región de Huánuco, Perú. Se encuentra a 1650 m sobre el nivel del mar en la cordillera Azul.

## Publicaciones originales
- Henle 1992: Zur Amphibienfauna Perus nebst Beschreibung eines neuen Eleutherodactylus (Leptodactylidae). Bonner Zoologische Beiträge, vol. 43, n.º 1, p. 79-129[4]
- Lynch, 1996: Replacement names for three homonyms in the genus Eleutherodactylus (Anura: Leptodactylidae). Journal of Herpetology, vol. 302, p. 278-280.